# Schizocosa duplex
Schizocosa duplex är en spindelart som beskrevs av Chamberlin 1925. Schizocosa duplex ingår i släktet Schizocosa och familjen vargspindlar. Inga underarter finns listade i Catalogue of Life.